# SN 2006oh
SN 2006oh – supernowa typu Ia odkryta 29 października 2006 roku w galaktyce A234112-0106. W momencie odkrycia miała maksymalną jasność 22,20m.